# Family Sphere
 (février 2011).
Si vous disposez d'ouvrages ou d'articles de référence ou si vous connaissez des sites web de qualité traitant du thème abordé ici, merci de compléter l'article en donnant les références utiles à sa vérifiabilité et en les liant à la section « Notes et références ».
 (septembre 2014).
La société française Family Sphere est un réseau d'agences dédiées aux services à la personne.

## Historique de la société
Le 1er juin 2006, quinze sociétés de services aux personnes orientées vers l'enfance s'associe sous la marque Family Sphere. En novembre 2007, Axa Assistance réalise une prise de participation minoritaire dans le capital. AXA Assistance quitte le capital du groupe Family Sphere en juillet 2010 en revendant ses parts à 4 actionnaires qui détiennent alors le contrôle majoritaire de l'entreprise.
En avril 2011, après un conflit ayant duré plusieurs mois, les 15 actionnaires historiques décident de signer un protocole d'accord, où ne restent au capital que les 4 actionnaires majoritaires, qui seront rejoints en novembre 2011 par 23 membres du réseau. L'actionnariat reste concentré à 70 % dans les mains de cinq associés[réf. souhaitée].
Le réseau Family Sphere a la particularité que le franchiseur ne soit composé que de franchisés[réf. nécessaire]. Ainsi, la direction opérationnelle est composée de franchisés, et 27 franchisés font partie du capital du franchiseur. Par ailleurs, la direction a encouragé la création d'une association des membres du réseau Family Sphere.
Le réseau Family Sphere compte 72 agences en janvier 2025.[réf. nécessaire]